# Independence Day (2009)
Independence Day – Kosovo auf dem Weg in die Unabhängigkeit ist ein Dokumentarfilm der Schweizer Regisseure Juerg Hostettler und Georg Häsler aus dem Jahr 2009.

## Handlung
Am 17. Februar 2008 erklärte Kosovo seine Unabhängigkeit. Die beiden Autoren erlebten während ihrer Dreharbeiten seit dem Tag der Unabhängigkeit, wie sich die Verhältnisse trotz geopolitischer Spielereien der USA und Russlands allmählich entspannen. Es ist zu keinem Massenexodus der Minderheiten gekommen, die Mehrheit der Kosovo-Albaner wünscht statt nationalistischer Überhöhung der Vergangenheit die Nähe zu Westeuropa.
Im Film kommen vor allem Menschen aus dem Südwesten Kosovos zu Wort: Albaner, Serben und ein türkischer Coiffeurmeister, der daran erinnert, dass noch vor hundert Jahren die Osmanen den Balkan beherrschten. Außerdem kommentieren Schweizer Diplomaten und Militärs die Entwicklung. Die Schweiz ist im Rahmen der internationalen Gemeinschaft in Kosovo stark engagiert und hat überraschend klar Position für die Unabhängigkeit bezogen.

## Produktion
Der freischaffende Regisseur Juerg Hostettler aus Erlenbach reiste im Februar 2008 mit dem Berner Georg Häsler nach Prizren, um einen Dokumentarfilm über den Weg des Kosovo zur Unabhängigkeit von Serbien zu drehen. Die Entscheidung für den Film fiel spontan, die Reise finanzierten beide selbst, da verschiedene Stiftungen eine finanzielle Unterstützung des Filmprojektes ablehnten. Hostettler und Häsler reisten im Laufe der Dreharbeiten sieben Mal in den Kosovo. Unterstützung erhielten beide von den im Kosovo stationierten Swisscoy-Truppen. Insgesamt beliefen sich die Produktionskosten auf rund 150.000 Schweizer Franken.
Independence Day erlebte am 16. Februar 2009 auf 3sat seine Fernsehpremiere.